# Fillière (affluent du Fier)
Pour les articles homonymes, voir Fillière.
La Fillière ou Filière (parfois des Fillières) est une rivière française qui coule dans le département de la Haute-Savoie, dans la région Auvergne-Rhône-Alpes. C'est un affluent du Fier en rive droite, donc un sous-affluent du Rhône.

## Géographie
La Fillière prend sa source dans le massif des Bornes, au pied du plateau des Glières, sur le territoire de Thorens-Glières dans le département de la Haute-Savoie. Elle coule dans une cluse entre la montagne de Sous-Dîne et le plateau du Parmelan et rejoint le Fier en rive droite entre Argonay et Annecy-le-Vieux, à trois kilomètres au nord de la ville d'Annecy.
La longueur de son cours d'eau est de 24,2 km.

### Communes et cantons traversés
Dans le seul département de la Haute-Savoie, la Fillière traverse six communes et deux cantons :
- dans le sens amont vers aval : Fillière (source), Groisy, Charvonnex, Villaz, Argonay, Annecy-le-Vieux (confluence).

Soit en termes de cantons, la Fillière prend source dans le canton de Thorens-Glières, traverse et conflue dans le canton d'Annecy-le-Vieux, le tout dans l'arrondissement d'Annecy.

## Affluents
La Fillière a vingt quatre affluents référencés :
- le ruisseau Nant des Brassets, né dans le Champ Laitier (rd)
- le ruisseau du Crêt (rg)
- le ruisseau de Nant-Sec (rd)
- le ruisseau du Pesset (rg)
- le ruisseau de Bunant (rg)
- le ruisseau des Poulins (rd)
- le ruisseau de la Maison Rouge (rg)
- le ruisseau de la Plagne (rd)
- le ruisseau du Pchaix (rg)
- le Flan (rd) 10,4 km sur deux communes avec sept affluents.
- le ruisseau de la Pesette (rd)
- le Nant de Eau (rg)
- le ruisseau des Crêtets (rg)
- le ruisseau de Bévillard (rg)
- le ruisseau de Ravoire (rd)
- le Nant Taquin (rg)
- le Daudens (rd) 10,6 km sur trois communes avec quatre affluents.
- le Creux du Bosc (rd)
- le ruisseau des Ollières (rg)
- le ruisseau de Panav (rg)
- le ruisseau des Eattes (rd), 3,3 km sur la seule commune de Charvonnex avec deux affluents :
  - le ruisseau de la Copette, 3,3 km sur les deux communes de Charvonnex et Saint-Martin-Bellevue.
  - le ruisseau de Talloires, 1,6 km sur les deux communes de Charvonnex et Saint-Martin-Bellevue.
- le ruisseau Crenant (rg)
- le ruisseau du Pautex (rg)
- le ruisseau du Paradis (rg)

Donc rang de Strahler est de trois.

## Hydrologie
La Fillière est une rivière fort abondante, comme l'ensemble des cours d'eau des Préalpes de Savoie.

### La Fillière à Argonay
Son débit a été observé durant une période de 33 ans (1975–2007), à Argonay, localité du département de la Haute-Savoie située au niveau de son confluent avec le Fier. Le bassin versant de la rivière y est de 140 km2 (soit plus ou moins sa totalité).
Le module de la rivière à Argonay est de 4,69 m3/s.
La Fillière présente un profil pluvio-nival avec deux saisons bien marquées. Les hautes eaux se déroulent de l'automne au début du printemps. Elles se caractérisent par des débits mensuels moyens allant de 4,46 et 6,87 m3/s, d'octobre à mai inclus. On constate deux maxima, le premier très léger en décembre (4,76 m3/s) et le second en mai (6,87 m3/s), celui-ci correspondant à la fonte des neiges. Entre les deux pics le débit diminue quelque peu en janvier-février. Au mois de juin le débit baisse nettement et constitue une courte transition vers les basses eaux d'été qui ont lieu de juillet à septembre, entraînant une baisse du débit moyen mensuel allant jusqu'à 1,84 m3/s au mois d'août. Mais les fluctuations de débit peuvent être bien plus prononcées sur de plus courtes périodes ou selon les années.

### Étiage ou basses eaux
À l'étiage, le VCN3 peut chuter jusque 0,14 m3/s, en cas de période quinquennale sèche, soit 140 litres par seconde, ce qui peut être considéré comme assez sévère.

### Crues
Les crues peuvent être très importantes malgré la taille modeste du bassin versant de la rivière. Les QIX 2 et QIX 5 valent respectivement 98 et 130 m3/s. Le QIX 10 est de 140 m3/s et le QIX 20 de 160 m3/s. Quant au QIX 50, il se monte à 180 m3/s.
Le débit instantané maximal enregistré à Argonay durant cette période, a été de 177 m3/s le 8 juillet 1980, tandis que la valeur journalière maximale était de 119 m3/s le 14 février 1990. En comparant la première de ces valeurs à l'échelle des QIX de la rivière, il apparaît que cette crue était presque d'ordre cinquantennal, et donc plutôt exceptionnelle. La hauteur maximale instantanée s'établit à 307 cm le 8 juillet 1980 soit 3,07 m.

### Lame d'eau et débit spécifique
La Fillière est une rivière fort abondante, puissamment alimentée par de fortes précipitations sur la quasi-totalité de son bassin. La lame d'eau écoulée dans son bassin versant est de 1,016 millimètres annuellement, ce qui est plus de trois fois supérieur à la moyenne d'ensemble de la France tous bassins confondus. Le débit spécifique (ou Qsp) de la rivière atteint 32,1 litres par seconde et par kilomètre carré de bassin.

## Aménagements et Écologie

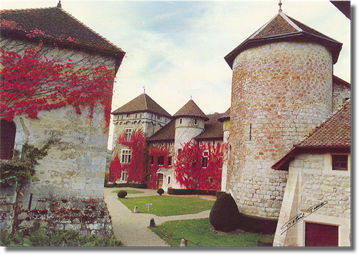
Vue de la cour intérieure du château de Thorens

Sur son cours, on peut voir un élevage piscicole, et les lieux-dits le moulin Dollay, le Moulin de la Culaz, le Pont de Sauts, Ancien Moulin, le Pont de Villaz.